# Milesia sexmaculata
Milesia sexmaculata är en tvåvingeart som beskrevs av Enrico Adelelmo Brunetti 1915. Milesia sexmaculata ingår i släktet Milesia och familjen blomflugor. Inga underarter finns listade i Catalogue of Life.